# Delos
Delos (altgriechisch Δῆλος, neugriechisch Δήλος Dilos [ˈðilɔs] (f. sg.), auch Mikra Dili ‚Klein-Delos‘) ist eine Insel der Kykladen im Ägäischen Meer, gelegen zwischen Mykonos im Nordosten und Rinia (dem antiken Rheneia) im Westen. Sie ist ein schmaler, etwa 4,6 Kilometer langer und maximal 1,2 Kilometer breiter Granitrücken mit dem Berg Kynthos in der Mitte (112 m). Die Fläche beträgt 3,536 km².
Delos war in der Antike eine blühende und durch das dortige Apollonheiligtum für die Griechen heilige Stätte. Zahlreiche Tempel und Kunstwerke schmückten Delos; namentlich galt der prachtvolle Apollontempel mit der Kolossalstatue des Gottes, einem Weihgeschenk der Naxier, allen Griechen als größtes Heiligtum. Von den Prachtbauten des Altertums sind unter anderem noch Reste des Apollontempels und einiger weiterer Heiligtümer, mehrerer Markt- und Repräsentationsgebäude, des Theaters und des Gymnasion vorhanden. Daneben sind auch die Wohnbauten des antiken Delos archäologisch bedeutsam. Die Insel wurde 1990 von der UNESCO zum Weltkulturerbe erklärt. Heute leben auf Delos nur die Museumsaufseher mit ihren Familien.

## Mythos
Einst war Delos eine auf dem Meer schwimmende Insel. Nur hier konnte die von Hera verfolgte und an der Niederkunft auf jederlei festem Boden gehinderte Leto niederkommen. Danach befestigte Poseidon (einer anderen Version nach Zeus) die Insel auf vier diamantenen Säulen.
Leto gebar hier die Artemis und den Apollon (daher deren Beinamen Delia und Delios bzw. Delius).

„Als dich, Herrscher Apoll, dort unter dem wipfelnden Palmbaum,
 Den sie mit Armen umschlang, Leto, die Hehre, gebar,
Dort am Auge des Sees, dich aller Unsterblichen Schönsten,
 ward von ambrosischem Duft Delos’ geheiligtes Rund
Bis an die Ufer erfüllt, und es lachten umher die Gefilde
 Und es erglänzte vor Lust blauer die Tiefe des Meers.“

Die Insel wurde deshalb ein Hauptsitz der Verehrung beider Gottheiten, nachdem schon vorher ein vorgriechisches Götterpaar dort verehrt worden war.
Auf ihr soll zur Zeit der Irrfahrten des Aeneas der König und Apollon-Priester Anios gelebt haben, der Aeneas zum Orakel führte. Dort verkündete Apollon Aeneas, dass er zur „alten Mutter“ fahren soll. Dies war Italien, doch Aeneas und sein Vater Anchises deuteten es falsch und sie fuhren nach Kreta.

## Geschichte

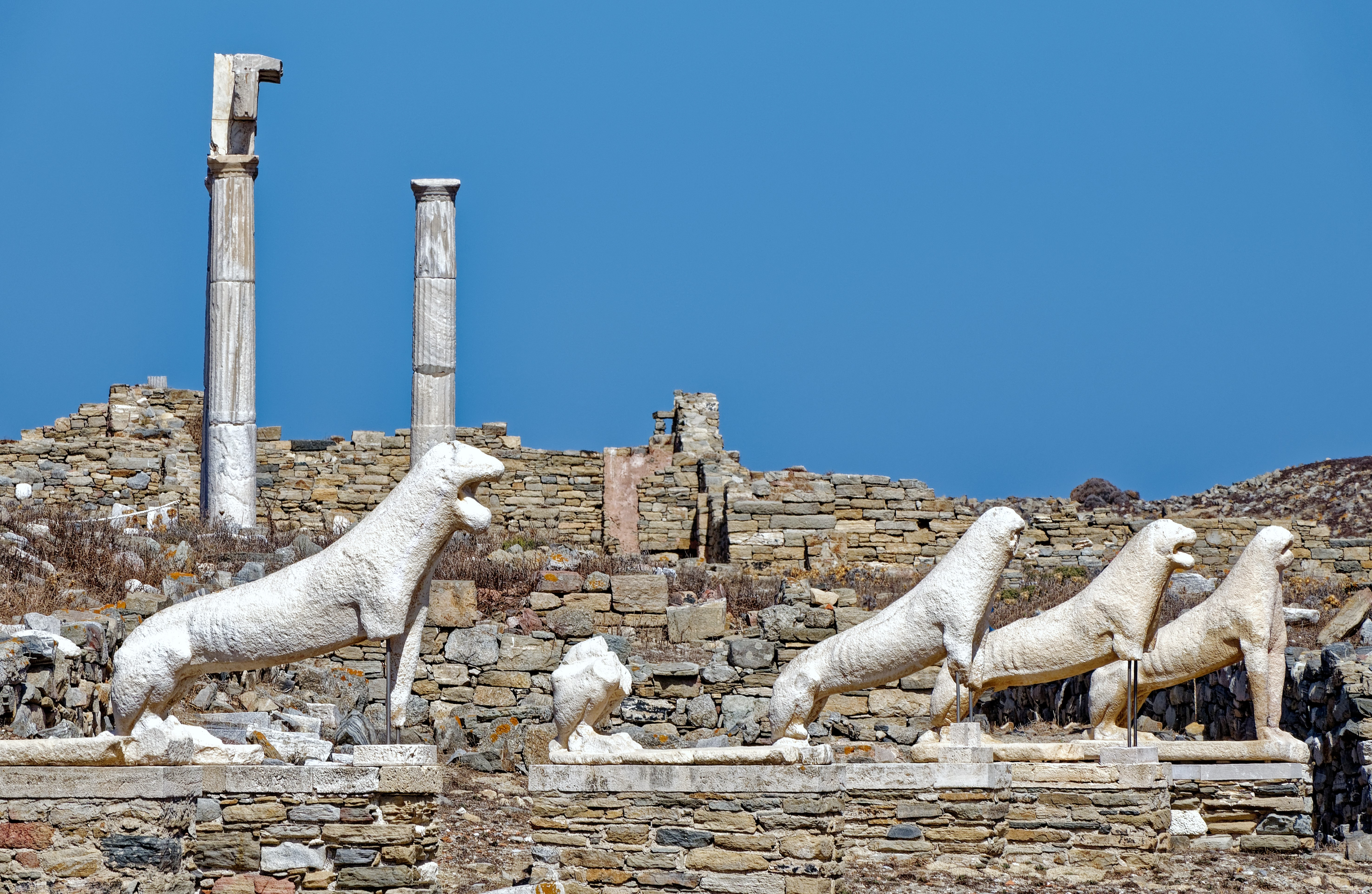
Löwenstatue von der Löwenterrasse (Ende 7. Jahrhundert v. Chr.)

Die frühesten Bewohner der Insel sollen die Leleger gewesen sein. Aus der Frühen Bronzezeit (3. Jahrtausend v. Chr.) wurde eine kleine Siedlung am Berg Kynthos gefunden, die der Kastri-Kultur zuzuordnen ist. Sie wurde um 2200 v. Chr. wie alle bekannten Siedlungen der Zeit aufgegeben. Während andere Orte schon um 2000 v. Chr. wieder besiedelt wurden, wird Delos erst etwa 1400 v. Chr. wieder bewohnt. Ein Gebäudekomplex und Reste mehrere weiterer Gebäude aus der mykenischen Zeit lassen sich nachweisen. Bemerkenswert sind Funde von Schmuck- und Kultgegenständen in den Fundamenten unter dem späteren, antiken Artemision. Dabei handelt es sich um kunstvoll gravierte Elfenbeinplatten vermutlich zypriotischen Ursprungs mit Darstellungen von Kriegern und wilden Tieren, die als Beschläge eines Holzkästchens gedient haben, kleine Bronzestatuetten, zwei goldene Diademe, weitere goldene Kleinfiguren, sowie eine größere Zahl an Speer- und Pfeilspitzen. Diese kleine Siedlung war bis etwa 1150 v. Chr. bewohnt, bevor die Siedlungskontinuität wieder abbrach und die sogenannten »dunklen Jahrhunderte« begannen.
Etwa 900 v. Chr. wurde die Insel von den Ioniern besetzt. Sie stand lange Zeit hindurch unter eigenen Priesterkönigen. Im 6. Jahrhundert v. Chr. wurde von Peisistratos die sogenannte 1. Katharsis durchgeführt: Aus der Umgebung der Tempel wurden sämtliche Gräber entfernt. Diese religiöse Reinheitsvorschrift wurde 425 v. Chr. in der sogenannten 2. Katharsis noch verschärft: Nun waren auf Delos alle Geburten, Todesfälle und Bestattungen verboten, die Gräber wurden auf die Nachbarinsel Rinia verlegt. Die so gefundenen Bestattungen wurden nach Thukydides (I, VIII) wegen der Waffen und der Bestattungssitte als karisch identifiziert, vermutlich zu Unrecht.
Im 5. Jahrhundert v. Chr. kam die Insel in Abhängigkeit von Athen. Delos war unter anderem als Mittelpunkt für die große athenische Bundesgenossenschaft wichtig und diente seit 477 v. Chr. als Aufbewahrungsort der Bundeskasse, bis Perikles diese 454 v. Chr. nach Athen überführen ließ. Auch sonst machte das Apollon-Heiligtum Delos zu einem Zentrum der griechischen Welt. Sämtliche ionischen Staaten schickten hierher feierliche Gesandtschaften (Theorien) mit reichen Opfergaben. Auch befand sich in Delos ein Orakel und über längere Zeit wurden dort regelmäßig die Delischen Festspiele mit unterschiedlichsten Agonen ausgerichtet.

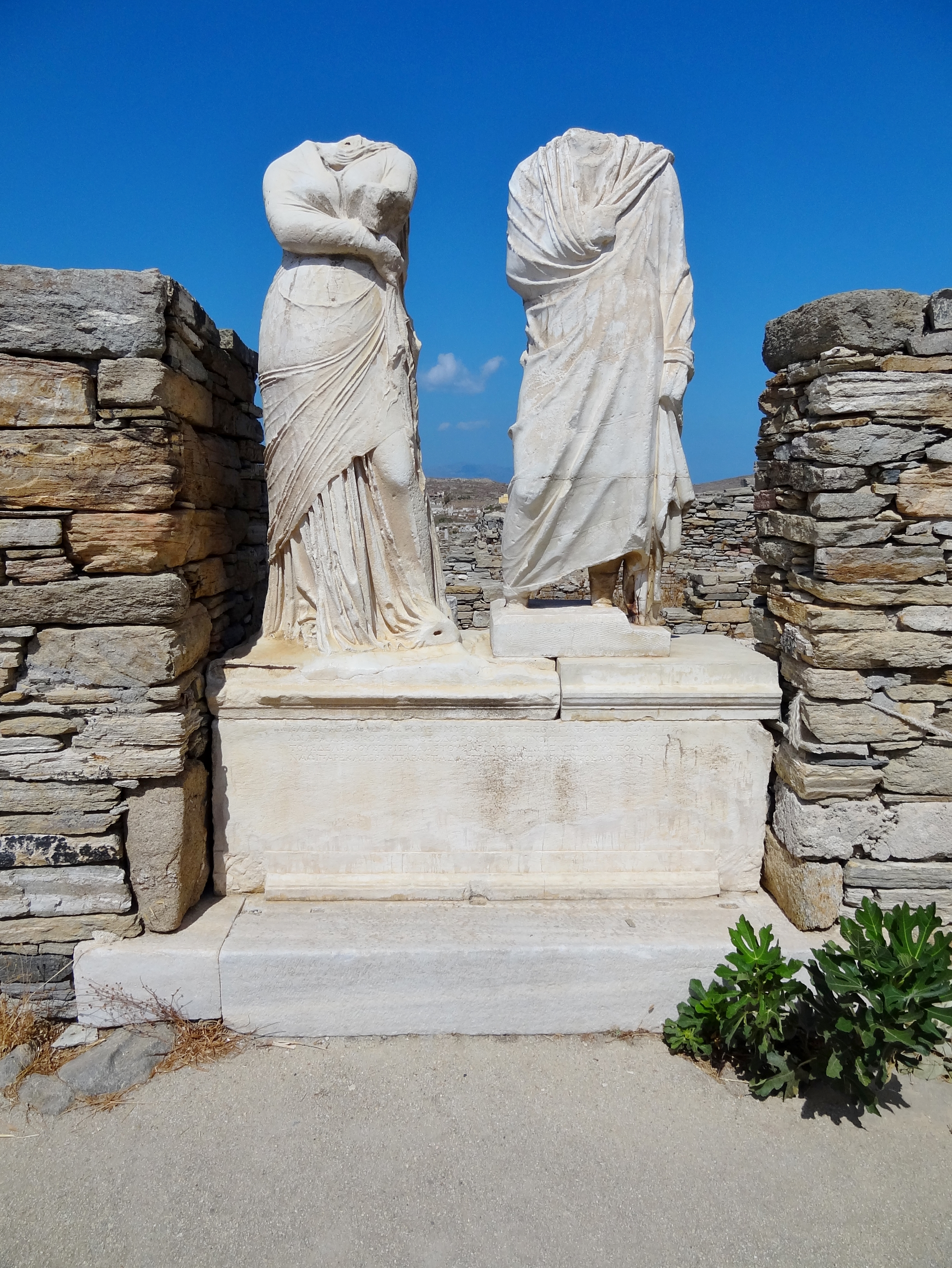
Statuen der Athenerin Kleopatra und ihres Gatten Dioskurides (138/137 v. Chr.)

Nachdem die Macht Athens durch die Expansion des Königreichs Makedonien in den 330er Jahren v. Chr. gebrochen worden war, erlangte Delos eine relativ große Freiheit und blühte als wichtiger Handelsplatz der Ägäis auf. Ihre religiöse und gesellschaftliche Bedeutung sorgte dafür, dass hier auch einer der größten griechischen Sklavenmärkte, nach dem Urteil Michael Rostovtzeffs sogar der „Hauptsklavenmarkt der alten Welt“ entstand, der später mit dem Aufstieg des Römischen Reichs sogar noch an Bedeutung gewann. Wegen seiner Zollfreiheit war Delos neben dem befreundeten Rhodos Mittelpunkt des Verkehrs zwischen dem Schwarzen Meer und Alexandria. Dieser Verkehr wurde seit Ende des 3. Jahrhunderts v. Chr. durch die Ptolemäer gefördert, die zur Schutzmacht der Ägäis aufstiegen. Gehandelt wurden Getreide, Holz, Pech und Teer und vermutlich Silber. Aus dem durch die Opfergaben der Pilger ständig wachsenden Tempelschatz und aus Einnahmen durch die Verpachtung des Haus- und Grundbesitzes des Tempels entwickelte sich eine Art Bank, die Anleihen gegen Zins vergab. Die Kontrolle des Handels, der sich bis Numidien erstreckte, lag wohl in der Hand von Auswärtigen; die Bewohner der rasch wachsenden Stadt, die auf Importe aller Art angewiesen waren, profitierten wenig davon. So musste der Tempel Anleihen auch an die Stadt Delos selbst vergeben.
Ab 166 v. Chr. war Delos römisches Protektorat, wurde aber an Athen als zollfreier Hafen zurückgegeben und erlebte seine größte wirtschaftliche Blütezeit, insbesondere nachdem 146 v. Chr. Korinth zerstört worden war und damit als Konkurrent ausfiel. Die Bewohner wurden zur Machtsicherung von Athen auf den Peloponnes deportiert und durch Athener und Italiker ersetzt.
Delos wurde zu einem Zentrum des expandierenden Ost-West-Handels zwischen Kleinasien, Syrien und Phönikien einerseits und Italien andererseits. Es verlor seinen Charakter als griechischer Stadtstaat und wurde zum Geschäftszentrum einer internationalen Kaufmannsgemeinde; auch Orientalen und Ägypter siedelten sich an und der Tempel verlor an Bedeutung. Um 130 v. Chr. lebten hier etwa 20.000 – 30.000 Menschen. Die steigende römische Nachfrage nach in der Landwirtschaft versierten orientalischen Sklaven und Kriege und Anarchie in Syrien führten dazu, dass seit dem Ende des Reichs von Pergamon kaum noch Griechen, sondern Syrer, Bithyner, Kappadokier und andere in die Sklaverei gerieten; der Sklavenhandel wurde nunmehr von römischen Publicani auf dem Seeweg mit Delos als Hauptumschlagsplatz abgewickelt. Nach Strabon konnte die Insel täglich Zehntausende Sklaven aufnehmen und verschicken; die günstige Lage auf der Ost-West-Route durch das Mittelmeer ermöglichte es, dass die Römer ihren Sklavenbedarf hier decken konnten, ohne direkt mit den kilikischen und orientalischen Sklavenhändlern in Kontakt treten zu müssen.

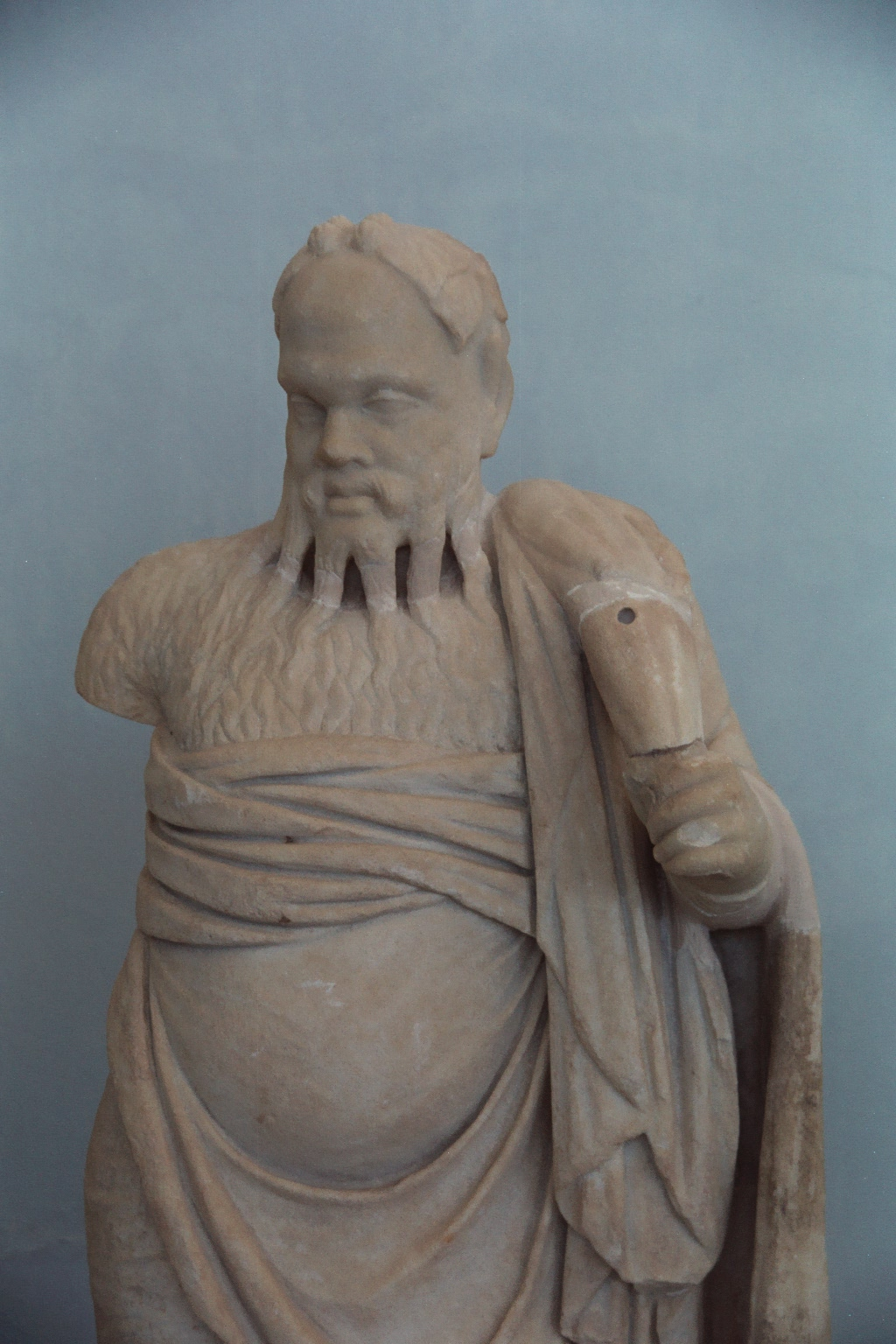
Statue des Silenos

Ein schwerer Schlag, von dem sie sich nie wieder erholte, traf die Insel im Mithridatischen Krieg. Menophanes, der Feldherr des Mithridates, landete 87 v. Chr. mit einer Truppenabteilung bei der offenen, ungeschützten Stadt, ermordete und verkaufte die Einwohner, plünderte und zerstörte die Stadt und das Heiligtum mit seinen zahlreichen Kunstschätzen. Nach dem Friedensschluss 84 v. Chr. kam Delos durch Sulla in die Hände der Römer, die es später den Athenern zurückgaben. Doch 69 v. Chr. wurde die Insel im Seeräuberkrieg erneut verwüstet und war seitdem kaum noch bewohnt.
Im 2. Jahrhundert n. Chr. lebten laut dem Reiseschriftsteller Pausanias auf Delos nur noch die Wächter der Heiligtümer. Aus der römischen Kaiserzeit und der Spätantike, also der Zeit vom 1. bis zum 6. Jahrhundert n. Chr., stammen zwar verschiedene Baustrukturen und Fundstücke von der Insel, aus denen jedoch nicht klar hervorgeht, dass sie in dieser Zeit kontinuierlich besiedelt war. In byzantinischer Zeit wurde die Insel schließlich allmählich völlig verlassen. Auf dem Kynthos, wo das älteste Apollonheiligtum und in römischer Zeit ägyptische Kultstätten lagen, finden sich Reste einer aus antiken Trümmern erbauten fränkischen Burg.

## Die Stadt

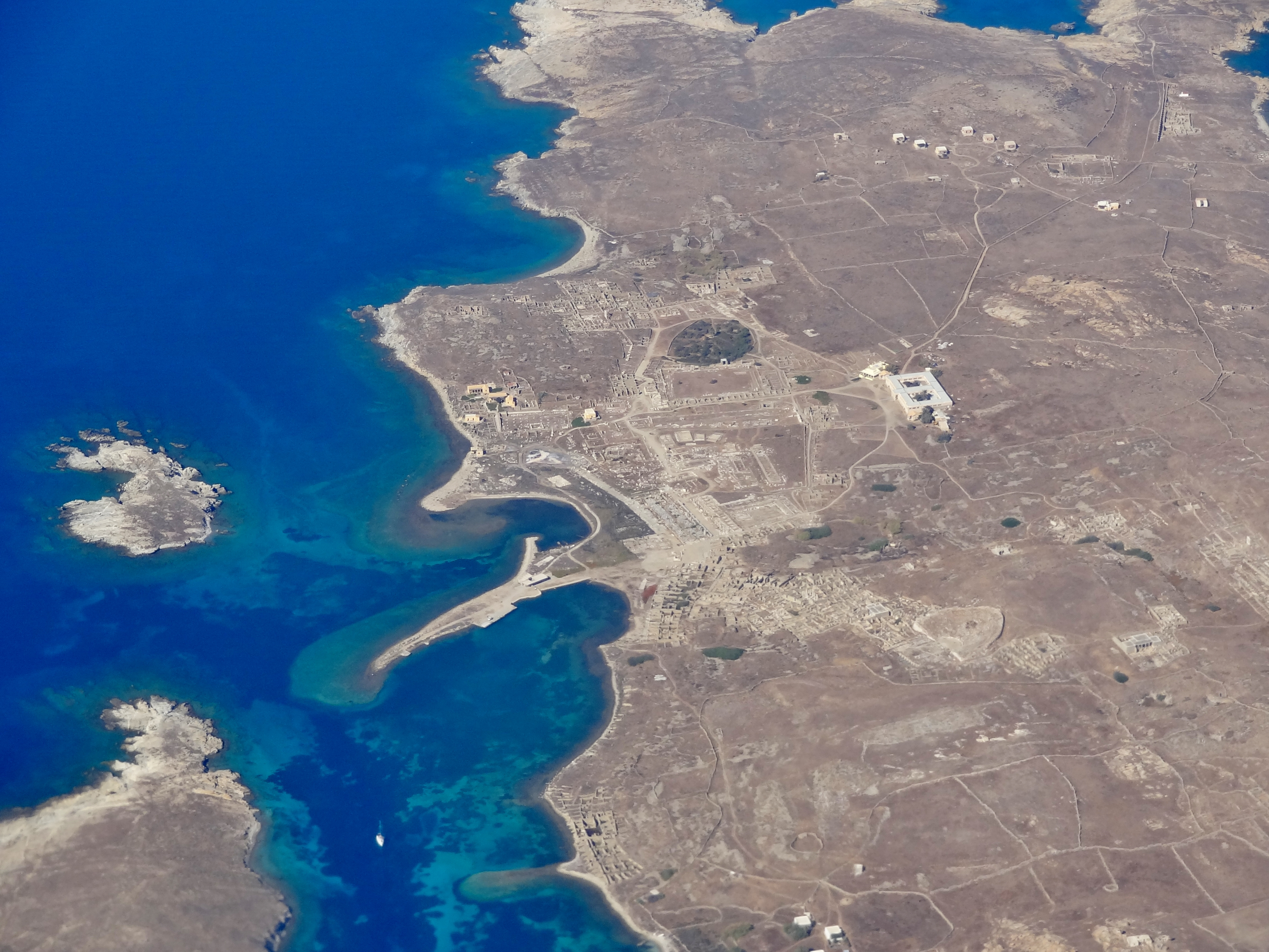
Luftbild der Ausgrabungsstätte

### Heiligtümer
Der Haupttempel der Stadt war der des Apollon, auf den sich fast alle anderen Tempel und Gebäude orientieren. Der Tempelbezirk im Zentrum der Stadt beherrscht diese und ist immer wieder mit weiteren Tempeln erweitert worden. Der Hauptzugang zum Tempelbezirk befand sich im Süden und wurde seit dem 2. Jahrhundert v. Chr. von einem Marmor-Propylon geschmückt. Zur Rechten steht das Haus der Naxier, das auf das 7. Jahrhundert v. Chr. datiert wurde. Hier stand auch ein Kouros, der Koloss der Naxier aus Naxos-Marmor mit etwa neun Metern Höhe.
Im Zentrum des Bezirkes befanden sich drei Tempel. Der nördlichste wurde im 6. Jahrhundert von den Athenern errichtet. Es handelt sich um einen Porostempel, von dem heute aber nur noch die Fundamente erhalten sind. Die Fassade war von sechs ionischen Säulen geschmückt. Der daneben liegende Tempel ist auch von den Athenern geweiht worden. Er stammt aus dem Jahr 417 v. Chr. und ist aus Pentelischem Marmor gebaut. Es handelt sich um einen Bau in dorischer Ordnung. Der größte Tempel war der Tempel der Delier, der mit 6 × 13 Säulen ebenfalls in dorischer Ordnung errichtet wurde. Es handelt sich um einen Peripteraltempel. Im Apollonheiligtum soll auch ein ungewöhnlicher Altar gestanden haben, der ganz aus Stierhörnern, den Symbolen des Lichts, zusammengesetzt war und zur Entstehung des so genannten Delischen Problems Veranlassung gab.
Weitere Heiligtümer auf Delos waren das Letoon, das der im Mythos eng mit der Insel verbundenen Leto geweiht war, und das Artemision.
In Delos befinden sich auch die Reste eines Gebäudes, das die älteste erhaltene Synagoge, die auch als Bau nachweisbar ist, sein dürfte. Die Synagoge auf Delos wurde von 1912 bis 1913 unter der Leitung von André Plassart ausgegraben und datiert in der erhaltenen Form ins zweite vorchristliche Jahrhundert (etwa 150 bis 128 v. Chr.).

### Wohngebäude

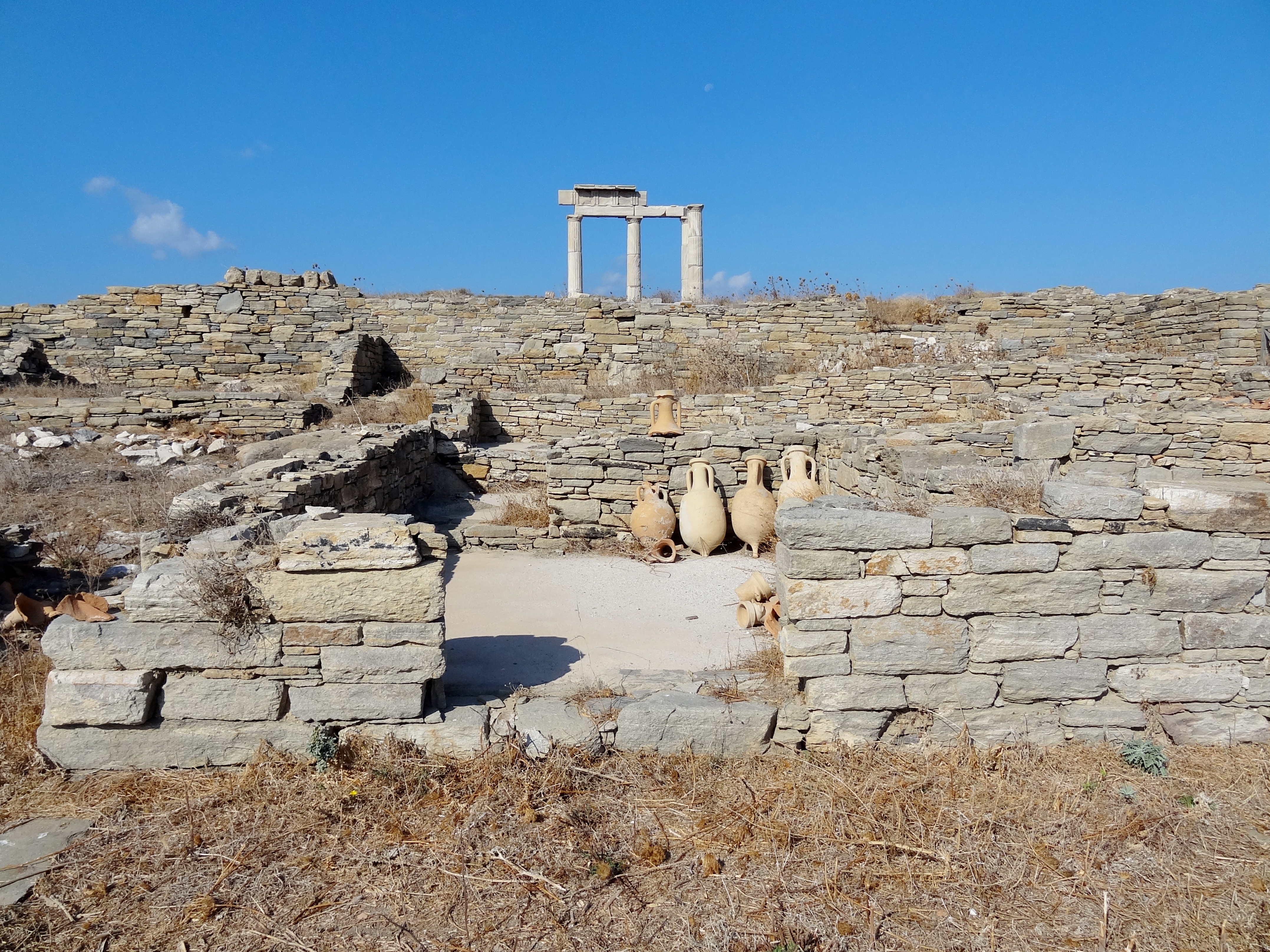
Rekonstruktion auf der nordwestlichen Seite der Ausgrabungsstätte

Delos bietet bedeutende Beispiele hellenistischer Wohnarchitektur in Griechenland. Einige von ihnen, wie das Haus des Dreizacks, das Haus der Masken oder das Haus der Delfine, sind reich mit Mosaiken ausgestattet.

### Sonstige Bauten
Zu den erhaltenen Gebäuden des öffentlichen Lebens zählt das antike Theater, das um 300 v. Chr. auf den Grundmauern eines Vorgängerbaus an gleicher Stelle errichtet wurde. Auch ein Gymnasion ist erhalten, das in das 3. Jahrhundert v. Chr. datiert wird.
Ein bedeutender Prunkkomplex ist die sogenannte „Agora der Italiker“, bei der es sich aber – entgegen der etablierten modernen Bezeichnung – wohl nicht um eine Marktanlage (Agora) handelte.

Details der Ausgrabungsstätte
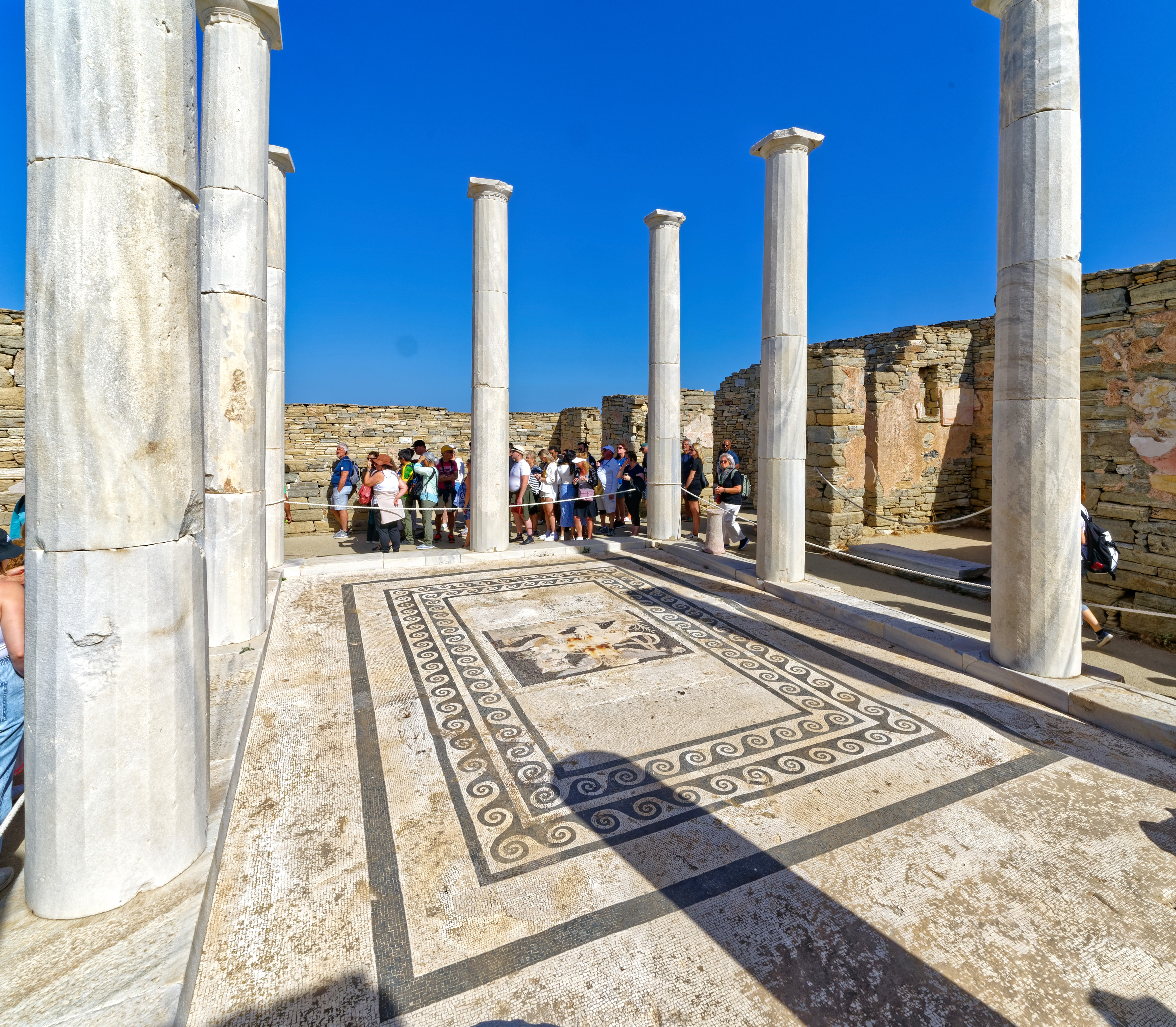
Haus des Dionysos
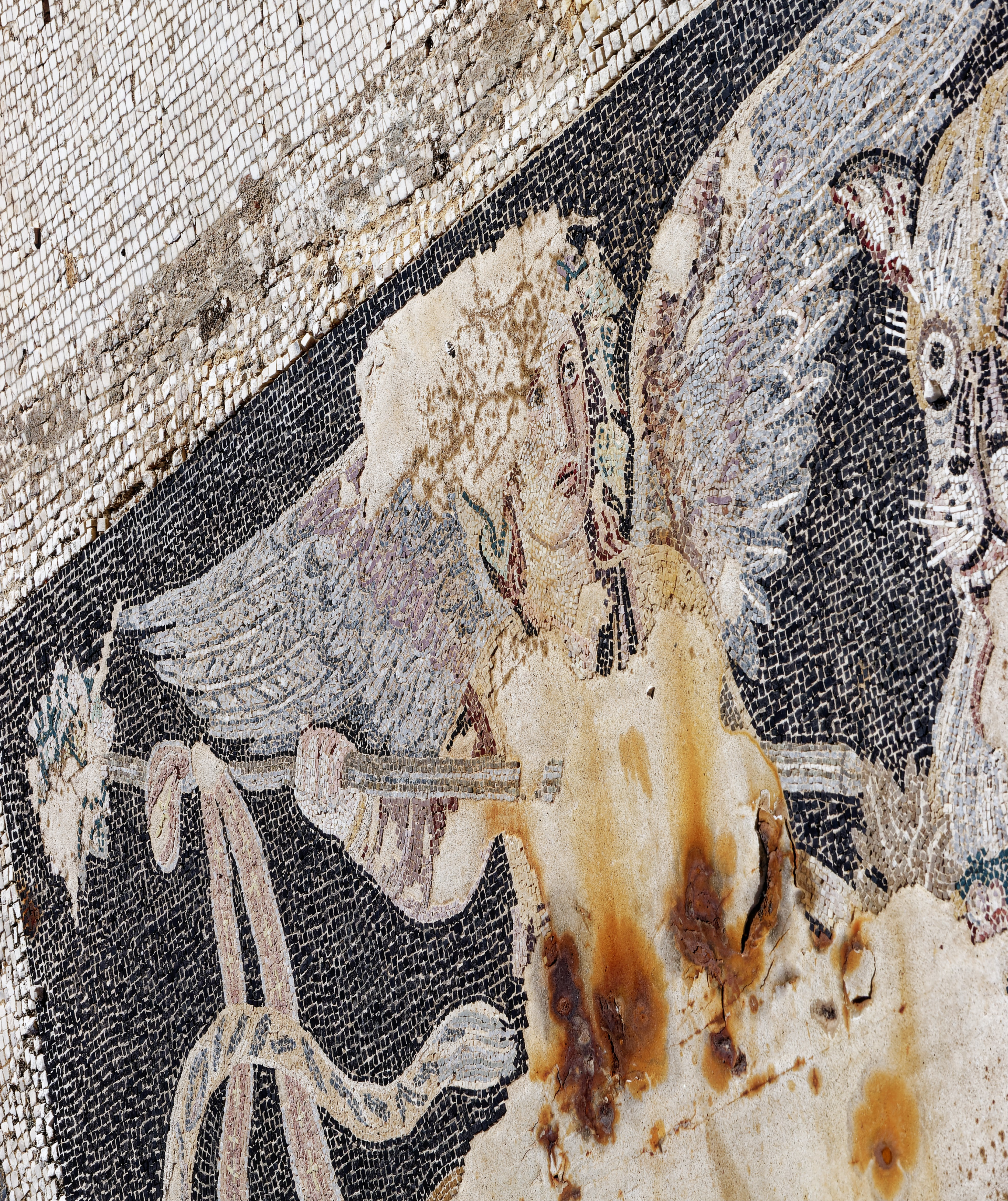
Detail Mosaik im Haus des Dionysos
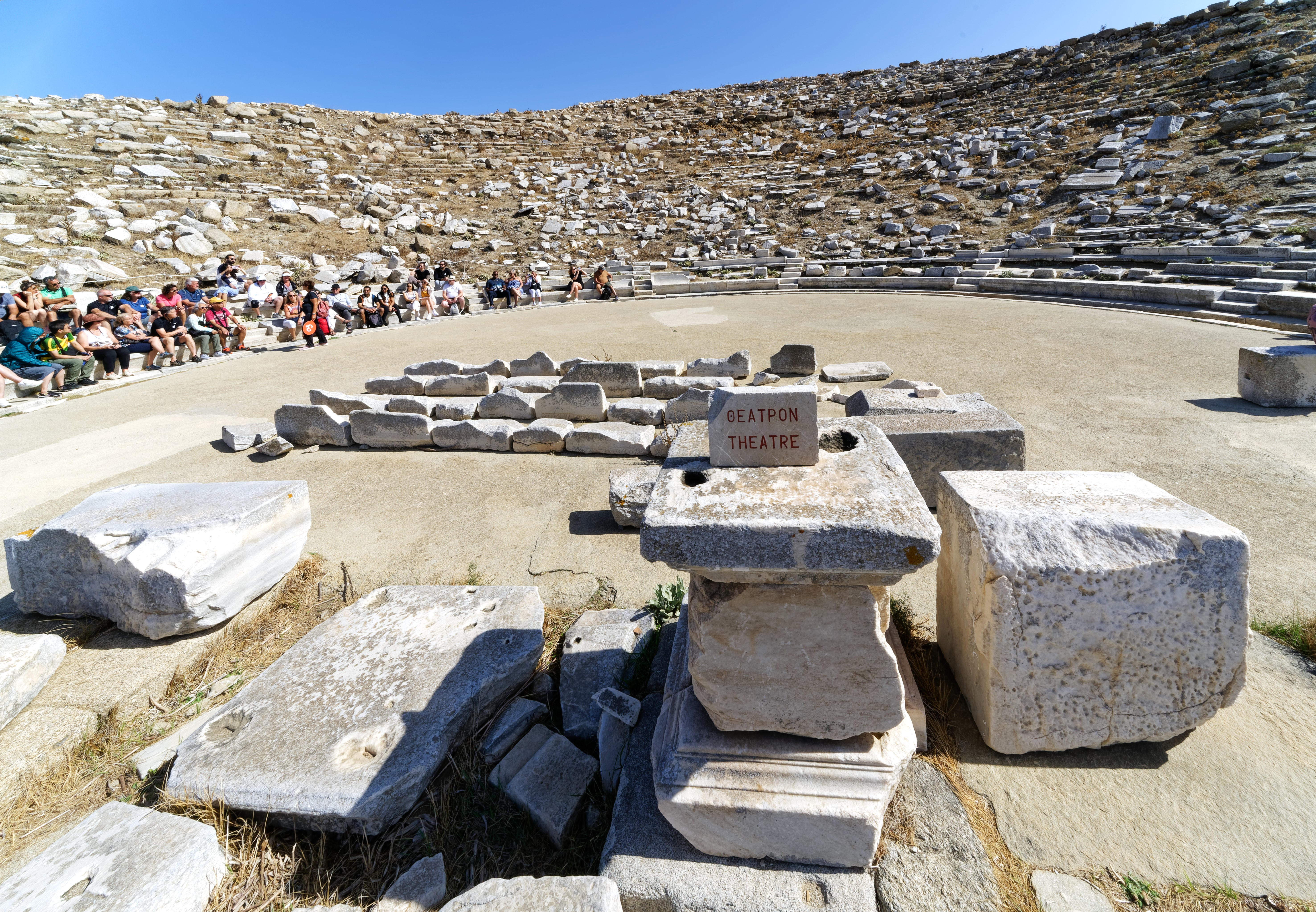
Das Theater
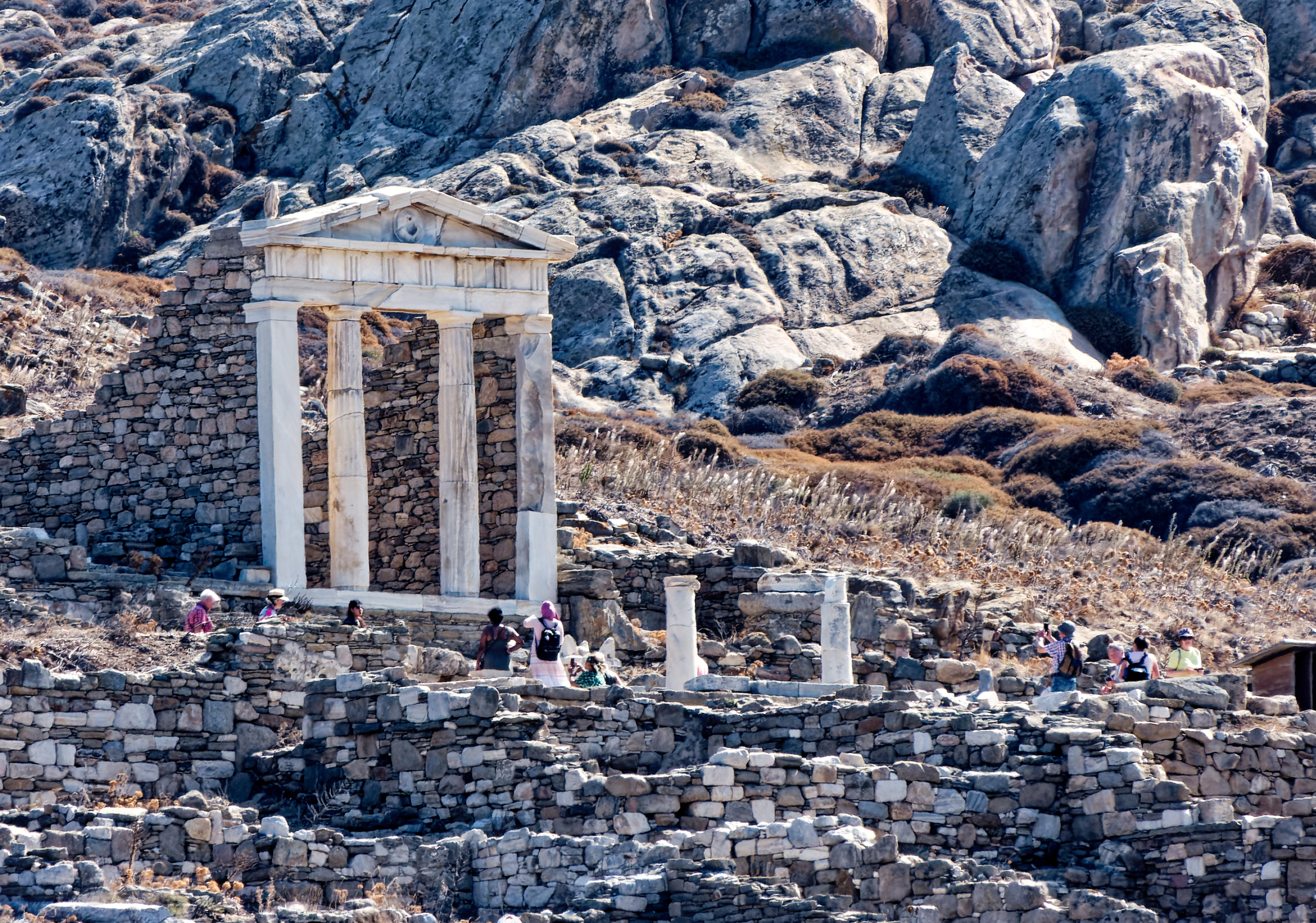
Der Isistempel
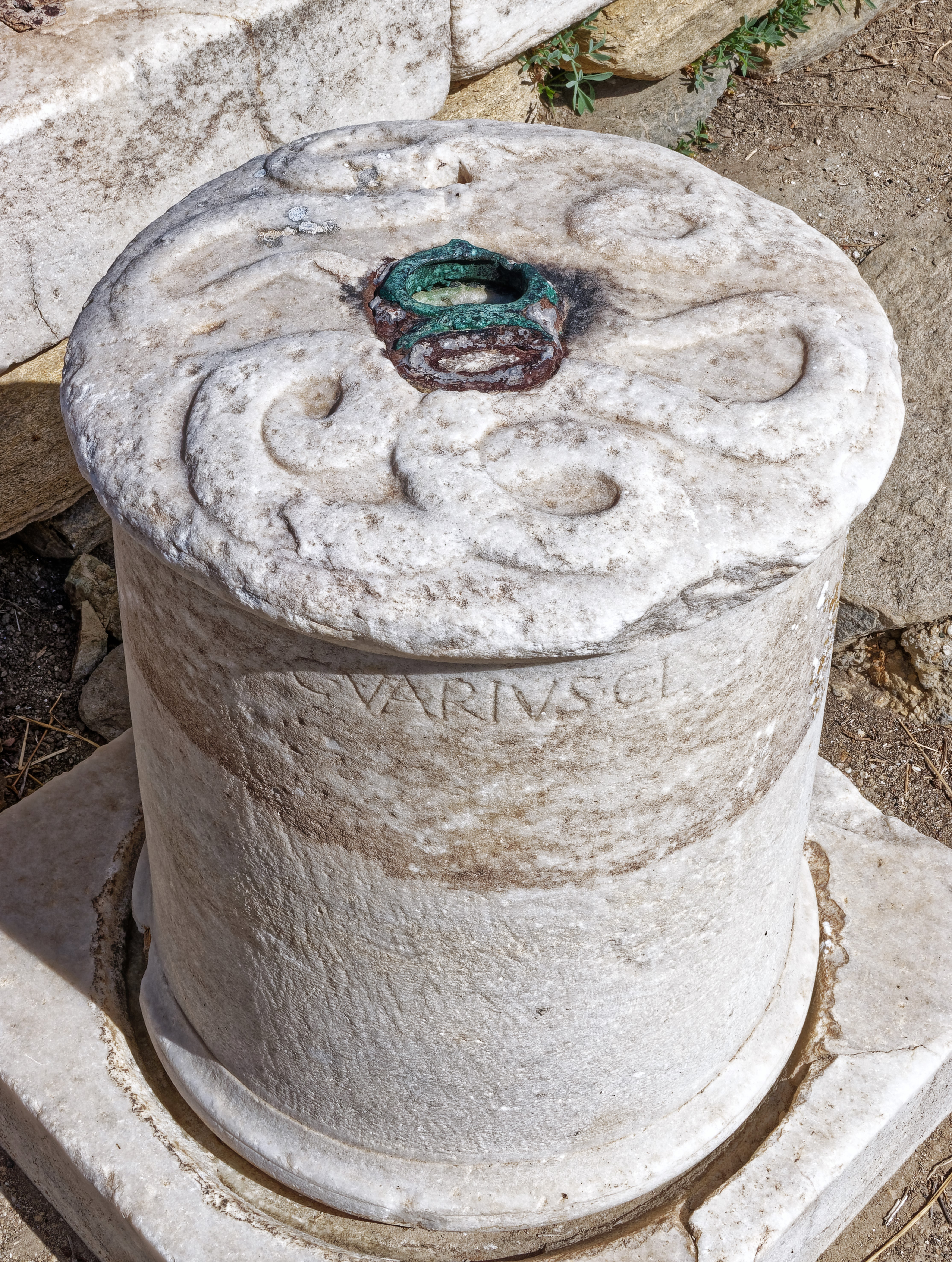
Opferstock
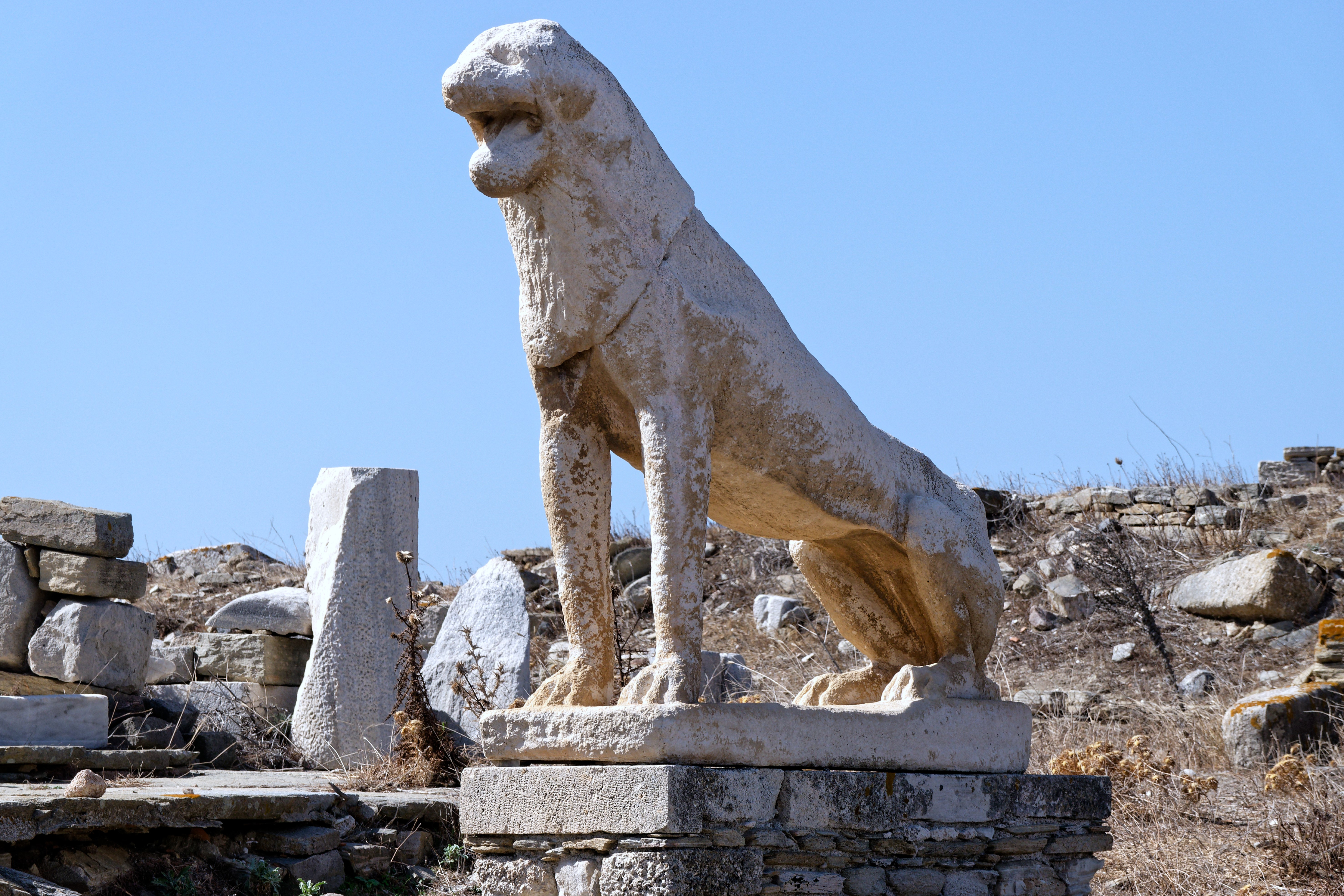
Löwenstatue
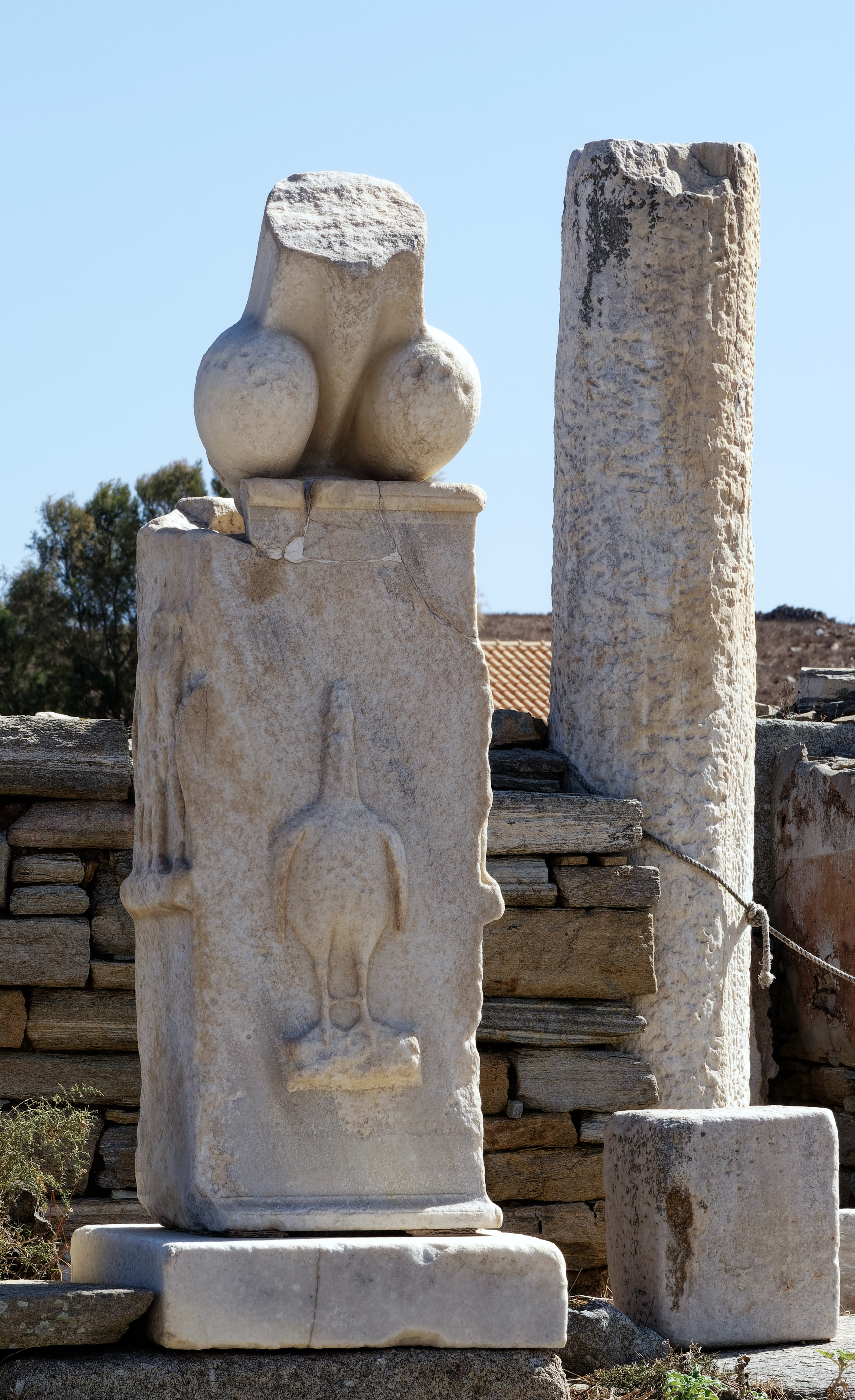
Phallus im Tempel des Dionysos

## Forschungsgeschichte

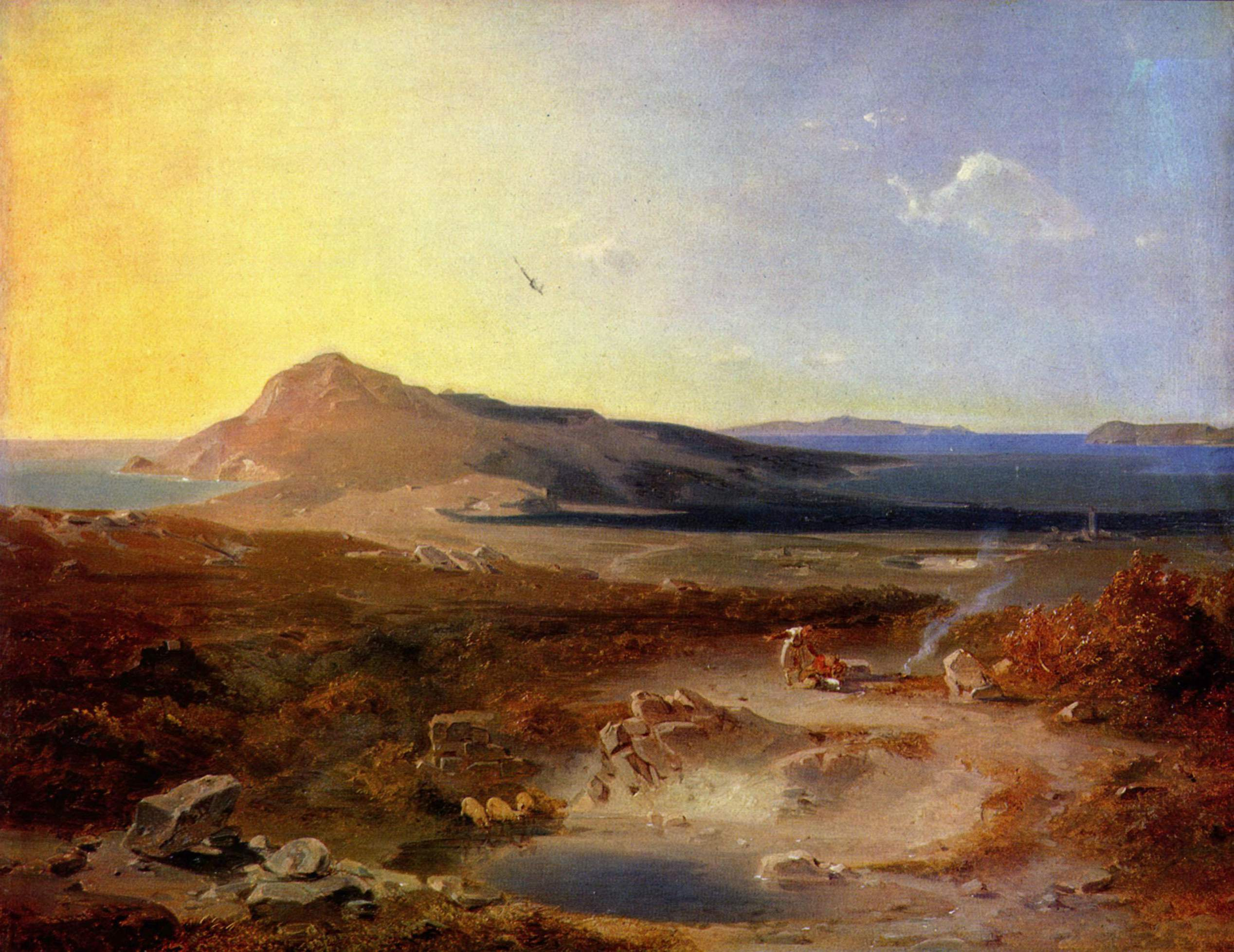
Die Insel Delos, Gemälde von Carl Rottmann, 1847

Delos ist ein traditionelles Forschungsgebiet der École française d’Athènes, die hier seit 1873 Ausgrabungen durchführt. Zu den dort tätigen Forschern gehörten Théophile Homolle und Maurice Holleaux. Die Forschungsergebnisse werden in der Schriftenreihe Exploration archéologique de Délos publiziert.

## Die Umgebung von Delos
Noch heute lässt sich beobachten, wie das klare griechische Licht um die Insel nicht merken lässt, wann feuchtere Luftströme in der oder jener Richtung fließen und glauben lassen, dass etliche sichtbare Kykladeninseln einmal näher, ein andermal ferner rücken, so dass also der alte Mythos, Delos sei einst auf den Wassern geschwommen, ganz plausibel wird.
Neben Delos liegt jenseits einer nur 0,6 km breiten Meerenge die Insel Rinia („Groß-Delos“), die den Begräbnisplatz von Delos bildete, da auf dem heiligen Delos niemand geboren werden, auch niemand sterben und ein Grab finden durfte. Sie besteht aus zwei mehrfach ausgezackten Bergmassen, die bis 150 m ansteigen und durch einen schmalen Isthmus miteinander verbunden sind; sie ist 13,904 km² groß, noch öder und kahler als Delos und wird wie dieses nur zeitweise von Hirten und Schiffern besucht.

## Geologie

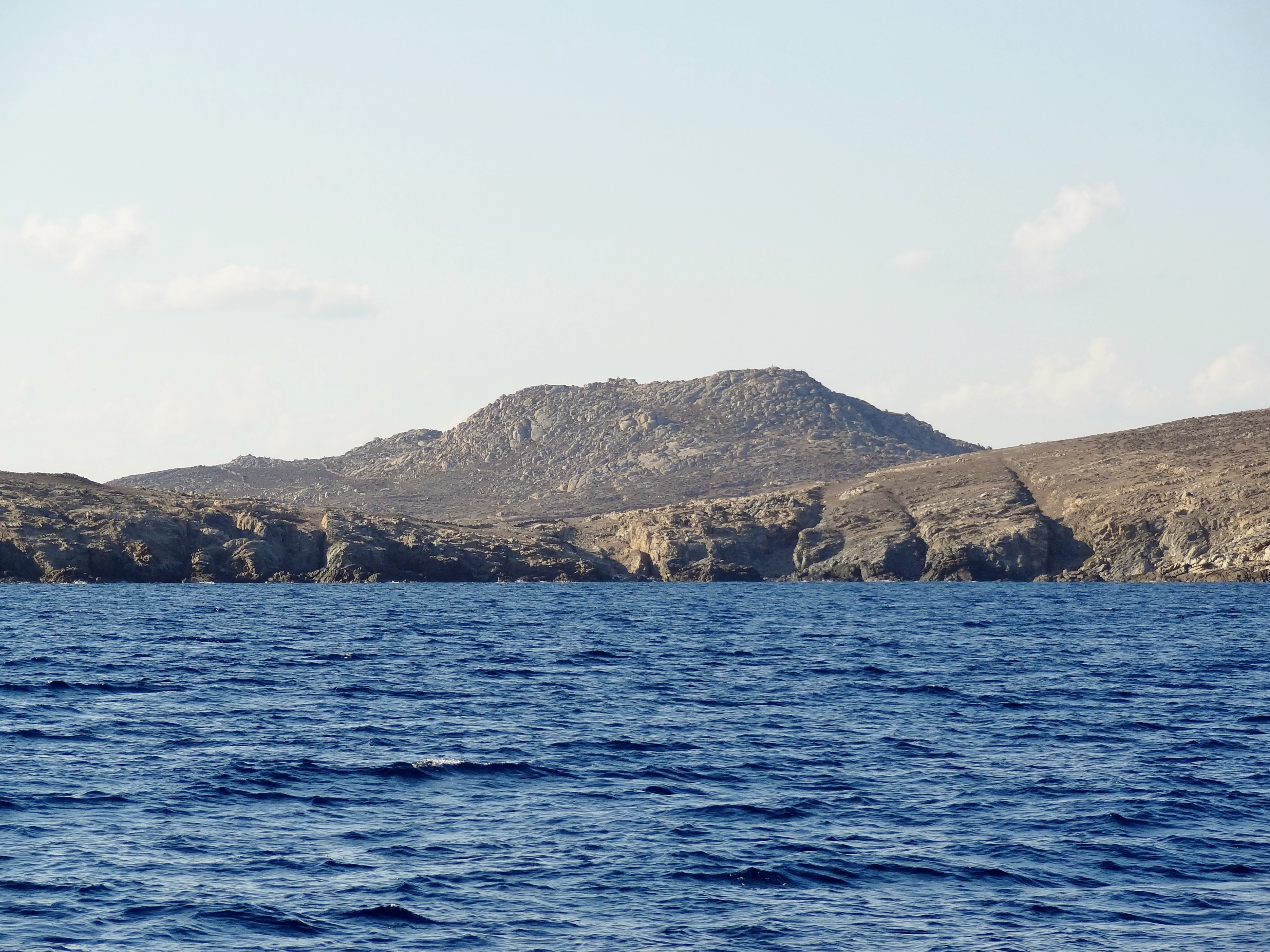
Die Nordküste von Delos, im Vordergrund die migmatitischen Paragneise des Grundgebirges, im Hintergrund der auflagernde Mykonos-Granit bzw. Delos-Granit

Delos kann strukturell in drei geologische Einheiten unterteilt werden, die zum Metamorphen Kernkomplex von Mykonos gerechnet werden:
- Paragneise des kykladischen Grundgebirges
- Übergangszone
- Mykonos-Granit

Die Paragneise sind nur an der Nordküste anzutreffen. Durch eine Übergangszone mit sehr geringer Ausstrichsbreite werden sie vom 13,5 Millionen Jahre BP alten (Serravallium) Mykonos-Granit (hier auch als Delos-Granit bekannt) abgetrennt, der zirka 90 % der Inseloberfläche einnimmt. Die Paragneise sind schwach migmatitische Metatexite, deren Leukosome maximal 30 Volumenprozent erreichen. Die Melanosome besitzen ein deutlich ausgeprägtes planolineares Gefüge (LS-Gefüge), an dem die Leukosome versetzt werden. Die Foliation der Paragneise streicht generell Ostnordost und fällt meist flach (bis maximal 40°) gen Süden ein.
Die ungefähr 100 Meter breite Übergangszone besteht ebenfalls aus Paragneisen, die aber hier steil nach Süden einfallen (um 70°) und N 066 streichen. Sie werden von Gängen aus feinkörnigem Biotit-Monzogranit intrudiert. Ihre Foliation zeigt engständigen Faltenbau sowohl im Meter- als auch im Millimeterbereich, dessen Achsenebenen mehr oder weniger parallel zur Foliation verlaufen und dessen Achsen mit den Strecklinearen zusammenfallen. Die Foliationen bilden insgesamt eine leicht nach Süden überkippte Antiklinalstruktur. Die Lineare fallen nur geringfügig in Richtung N 253 ein.
Die anschließenden Ost-West-streichenden Granitoide sind schichtartig aufgebaut, ähnlich wie im Mykonos-Lakkolith. Sie lassen sich von Nord nach Süd in drei petrologische Fazies unterteilen:
- Biotit-Monzogranit
- Biotit- und Hornblendeführender Monzogranit
- Pyroxen-Granodiorit

Die Granitoide bekunden eine intensive magmatische Deformation, die anhand ausgelängter Feldspat-Phänokristalle erkennbar ist. Deren Längsachsen sind entlang einer leicht nach Ost einfallenden Lineation eingeregelt und liegen in einer steil einfallenden Foliationsebene mit einer N 090 bis N 045 variierenden Streichrichtung.
Der Biotit-Monzogranit im Norden bildet einen nur 30 Meter mächtigen Schichtkörper, dessen Kontakt zu Glimmerschiefern der Übergangszone meist sehr scharf ist und zu deren Schieferung parallel verläuft. Er kann erneut innerhalb des Biotit-Hornblende-Monzogranits im Zentrum der Intrusion in zentimeterdicken, steilstehenden bis vertikalen Lagen auftauchen. Oft erscheint er auch im Biotit-Hornblende-Monzogranit umgeben von Quarz-Feldspat-führenden Adern. Wie bereits erwähnt kann er auch als zur Foliation parallele Gänge in den Paragneisen auftreten. Weiter südwärts folgen sodann mit scharfem magmatischen Kontakt der Biotit-Hornblende-Monzogranit mit einer Ausstrichsbreite von einem Kilometer und der in etwa gleichmächtige Pyroxen-Granodiorit. Beide Fazies zeigen subvertikale Foliationen magmatischen Ursprungs und werden daher als Wurzelzone des Lakkolithen angesehen. Durch das aufdringende Magma kam es zu einer Versteilung der Foliationen in den Paragneisen und zu einer, wie bereits angesprochen, mehr oder weniger senkrecht stehenden Verfaltung der Kontaktzone. Das resultierende Gefüge zeigt ein deutlich prolates Verformungsellipsoid in der Wurzelzone, hervorgerufen durch einengende (konstriktionelle) Deformation.
Ganz im Süden von Delos wird schließlich die steilstehende magmatische Wurzelzone des Lakkolithen wieder verlassen und der mehr oder weniger flach liegende Hauptkörper des Lakkolithen berührt, bestehend aus einer Wechselfolge von Pyroxen-Granodiorit und Biotit-Hornblende-Monzogranit. Dieser Hauptkörper setzt sich dann ostwärts auf Mykonos fort, das er weitestgehend unterlagert.